# Писател в сянка
Писател в сянка (на английски: ghostwriter, букв. „писател-призрак“) е лице, наето да пише литературни или журналистически произведения, речи или други текстове, които се приписват на друго лице като автор.
Знаменитости, ръководители на големи компании, участници в актуални новини и политически лидери често наемат писатели в сянка, за да изготвят или редактират техни автобиографии, мемоари, статии в списания или други писмени материали. Сценаристите също могат да използват писатели в сянка, за да редактират или пренапишат по-добре техните сценарии.

## Същност
Писатели в сянка се наемат по различни причини. В много случаи знаменитости или обществени личности нямат време, дисциплина или умения да проучат и напишат автобиография от няколкостотин страници или друга, често нехудожествена, книга (напр. наръчник със съвети или готварска книга). Дори известната личност да има умения за писане на кратки статии, възможнж е да не знае как да структурира и редактира книга от няколкостотин страници, така че да е завладяваща и с добро темпо.
В други случаи издателите използват писатели в сянка, за да увеличат броя на книгите, които могат да бъдат публикувани всяка година под името на добре известни, силно продаваеми автори, или за бързо издаване на тематична книга, която е свързана със скорошно или предстоящо значимо събитие.
Известни са няколко случая, в които писатели в сянка довършват книги, които авторът не е успял да довърши приживе (напр. четирилогията за Стиг Ларшон на Курдо Бакси).
Възможна причина за използване на писател в сянка е заобикалянето на забранителни списъци. В държави, в които свободата на словото е ограничена, и творци, критикуващи управляващия режим, са в „черен списък“ (т.е. забранено е да се публикуват произведенията им), творците от черния списък могат да пишат материали, които впоследствие се издават от името на други автори, които се ползват с благоволението на режима. Такива примери са:
- Карл Форман и Майкъл Уилсън за Мостът на река Куай“ (чието авторство се приписва на Пиер Бул);[5]
- Долтън Тръмбо за „Римска ваканция“ (чието авторство се приписва на Иън Маклелан Хънтър).[6]

## Възнаграждение и авторство
Писателите в сянка често прекарват от няколко месеца до цяла година в проучване, писане и редактиране на нехудожествени и художествени произведения за клиент и им се плаща въз основа на цена на час, на дума или на страница, предварително уговорена сума, процент от приходите от продажби или някаква комбинация от тези способи за възнаграждение. През 2013 г. литературният агент Мадлен Морел заявява, че в САЩ средният аванс на писател в сянка за работа при големи книгоиздатели е между 40 000 и 70 000 щатски долара.
За знаменитости, които могат да гарантират големи продажби на издателя, хонорарите могат да бъдат много по-високи. През 2001 г. „Ню Йорк Таймс“ посочва, че хонорарът, който писателят в сянка на мемоарите на Хилъри Клинтън ще получи, вероятно е около 500 000 щатски долара от осемте милиона аванс за книгата, което е сред най-големите по размер възнаграждения, изплащани на писател в сянка.
Обикновено в договора между писателя в сянка и лицето, посочено като автор, (или издателя) има клауза за поверителност, която задължава или първия да остане анонимен, или втория да не разкрива автора в сянка. В някои случаи на писателите в сянка е разрешено да споделят авторството върху създаденото от тях произведение, например чрез посочването им като съавтори (или съсценаристи).
Понякога приносът на писателя в сянка на нехудожествена литература се признава чрез посочването му като „изследовател“ или „асистент в научните изследвания“.

## Видове

#### Нехудожествена литература
Писатели в сянка се използват широко от знаменитости и обществени личности, които желаят да публикуват свои автобиографии или мемоари. Степента на участие на писателя в сянка в проекти за писане на нехудожествена литература варира от незначителна до значителна. В някои случаи може да бъде повикан писател в сянка само за да изчисти, редактира и излъска груба чернова. В други случаи писателят в сянка може да напише цяла книга или статия въз основа на информация, истории, бележки, схема или интервюта със знаменитостта или обществената личност. Посоченият автор също посочва на писателя в сянка как иска да „звучи“ гласът му в книгата.

#### Художествена литература
Писатели в сянка се наемат от издатели на художествена литература по няколко причини. В някои случаи издателите използват писатели в сянка, за да увеличат броя на книгите, които могат да бъдат публикувани всяка година от добре познат, силно продаваем автор. Писатели в сянка пишат предимно произведения от името на добре известни автори в жанрове като детективска литература, мистерии и тийнейджърска фантастика.
Другата възможна причина издателите да използват писатели в сянка, за да пишат нови книги, е при продължаване на утвърдени поредици, в които името на „автора“ е псевдоним. Например предполагаемите автори на мистериите за Нанси Дрю и момчетата Харди, съответно „Каролин Кийн“ и „Франклин Диксън“, всъщност са псевдоними на поредица писатели в сянка, които пишат книги в същия стил, използвайки шаблон с основна информация за героите на книгата и тяхната измислена вселена (имена, дати, модели на речта) и за тона и стила, които се очакват в книгата. Наследниците на авторката на готически романи Клео Вирджиния Ендрюс наема писателя в сянка Андрю Нидърман, за да продължи да пише романи след смъртта ѝ, под нейното име и в стил, подобен на оригиналните ѝ произведения. Много от книгите на екшън писателя Том Кланси от 2000 г. насам носят имената на двама души на кориците си, като името на Кланси е с по-голям шрифт, а името на другия автор (писателя в сянка) с по-малък шрифт. Различни книги, носещи името на Кланси, са написани от различни автори под един и същ псевдоним. Първите две книги от франчайза Splinter Cell са написани от Реймънд Бенсън под псевдонима Дейвид Майкълс.

#### Научна литература
Академичното писане в сянка се счита за академична непочтеност и може да доведе до негативни последици, ако бъде разкрито, въпреки че не е незаконно в Съединените щати, Обединеното кралство и Германия.

#### Религиозна литература
В католическата църква редица папски енциклики са написани от писатели в сянка. Себастиан Тромп, холандски йезуит, теолог и близък до папа Пий XII, се смята за главния писател в сянка на енцикликата Mystici corporis, за чийто автор е посочен папа Пий XII.

#### Музика
Писане в сянка се среща и в други творчески области. Композиторите отдавна наемат писатели в сянка, които да им помагат да пишат музикални пиеси и песни; Волфганг Амадеус Моцарт е пример за известен композитор, на когото е плащано да пише музика, чието авторство е приписвано на богати покровители. Писатели в сянка се използват и в популярната музика за създаване на песни, текстове и инструментални пиеси. В хип-хоп музиката нарастващото използване на автори в сянка от високопоставени хип-хоп звезди води до противоречиви реакции.

## В популярната култура
Филми и романи за писатели в сянка:
- The Ghost Writer, роман на Филип Рот от 1979 г.
- „Будапеща“, роман на Чико Буарке от 2003 г.[15] за премеждията на главния герой, Хосе Коста между Рио де Жанейро и Будапеща
- Ghosting: a Memoir, мемоари на Джени Ердал от 2004 г. за работата ѝ като писател в сянка на Наим Атала в продължение на 20 години
- Roman de gare, филм на Клод Льолуш от 2006 г.
- The Ghost, роман на Робърт Харис от 2007 г. и неговата филмова адаптация – „Писател в сянка“ на режисьора Роман Полански от 2010 г.
- Ghost Writer, филм на ужасите на Алън Къминг от 2007 г.
- „Младите възрастни“, комедийно-драматичен филм на Джейсън Райтман от 2011 г.
- „Написано в сянка“, първият роман на Дейвид Мичъл от 1999 г.
- 1Q84, роман на Харуки Мураками от 2009 г., в който една от основните сюжетни линии се върти около писател в сянка.